# DiscO-Zone
DiscO-Zone – trzeci album mołdawskiego zespołu muzycznego O-Zone. Album został wydany w 2003 roku, po raz pierwszy w Rumunii.
W Polsce nagrania ukazały się nakładem Magic Records w 2004 roku i uzyskały status złotej płyty. Natomiast rok później album trafił do sprzedaży w Japonii dzięki Avex Trax.

## Lista utworów
1. „Fiesta de la noche” – 4:02
2. „De ce plâng chitarele” – 4:10
3. „Dragostea din tei” – 3:33
4. „Printre nori” – 3:43
5. „Oriunde ai fi” – 4:27
6. „Numai tu” – 4:01
7. „Dar, unde ești” – 4:02
8. „Despre tine” – 3:47
9. „Sărbătoarea nopților de vară” – 3:51
10. „Nu mă las de limba noastră...” – 3:50
11. „Crede-mă” – 4:46
12. „Ma Ya Hi” (Valentin Remix Radio Edit) – 3:34